# Kittilä

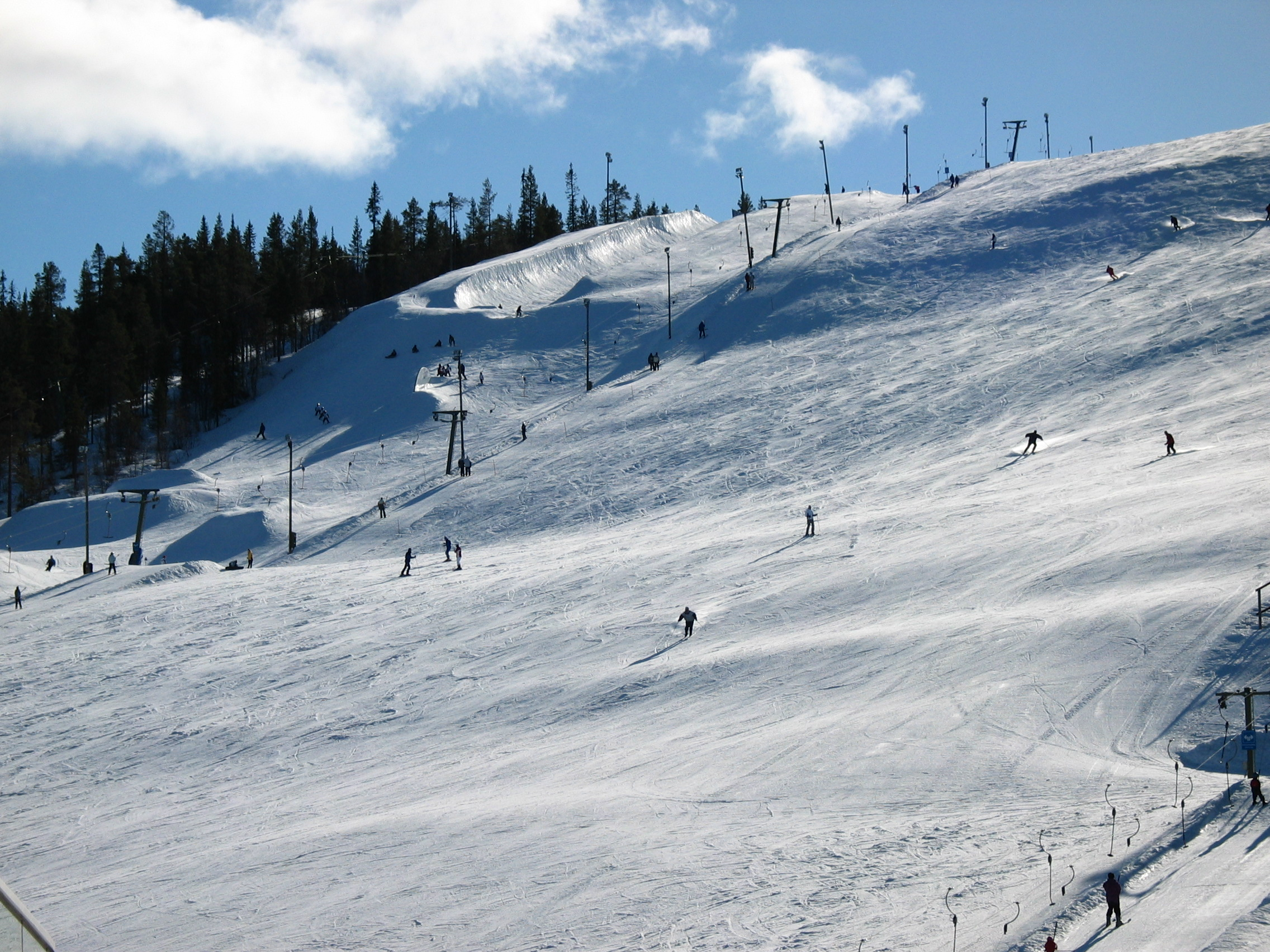
Ski Resort Levi a Kittilä

Kittilä (Sami di Inari: Kittâl, Sami settentrionale: Gihttel) è un comune della Finlandia di 6637 abitanti, nonché una popolare località turistica della Lapponia. Ricopre un'area di 8.263,08 km² dei quali 168,71 km² sono costituiti da acqua. La densità abitativa è di 0,76 abitanti per km².

## Economia

### Turismo
Nelle vicinanze di Kittilä, precisamente a Levi, si trova una delle più rinomate località sciistiche della Finlandia. È un posto perfetto sia per la discesa che per lo sci nordico. È possibile prendere le racchette da neve e passeggiare fino al più vicino fjeld Kätkätunturi che si trova ad ovest di Levitunturi ed è alto 504,6 metri e lungo 7 km.
L'aeroporto di Kittilä è meta delle aerolinee Blue1, Finnair & Finncomm Airlines con Thomson Airways, Transavia France e EasyJet.

## Monumenti e luoghi d’interesse
- Chiesa di Kittilä

## Amministrazioni
- Anna Mäkelä (Kesk) dal 2009 al 2012[5]